# Петерссон, Вилльям
Вилльям Петерссон — шведский легкоатлет. На олимпийских играх 1920 года выиграл золотую медаль в прыжках в длину с результатом 7,15 м и занял 3-е место в составе эстафетной команды 4×100 метров.
Чемпион Швеции в 1918, 1919, 1920 и 1924 годах, а также занял 3-е место в 1925 году. Личный рекорд в прыжках в длину — 7,39 м. Владел рекордом Швеции с 1918 по 1927 год.